# Clayman
Clayman er et album fra det melodiske dødsmetal-band In Flames som blev udgivet i 2000 gennem Nuclear Blast. De fleste af sangteksterne handler om depression og personlige problemer. Clayman var den sidste In Flames-udgivelse der indeholdt bandets traditionelle melodiske dødsmetalstil. 
På det efterfølgende studiealbum Reroute to Remain havde bandet skiftet til en mere mainstreamfokuseret musikstil. Deres gamle musikstil kom først tilbage på deres album Come Clarity fra 2006 hvor de havde blandet deres gamle og nye musikstil sammen. 

## Numre
1. "Bullet Ride" – 4:42
2. "Pinball Map" – 4:08
3. "Only for the Weak" – 4:55
4. "...As the Future Repeats Today" – 3:27
5. "Square Nothing" – 3:57
6. "Clayman" – 3:28
7. "Satellites and Astronauts" – 5:00
8. "Brush the Dust Away" – 3:17
9. "Swim" – 3:14
10. "Suburban Me" – 3:35
11. "Another Day in Quicksand" – 3:56
12. "Strong and Smart" (Bonusnummer No Fun at All cover) – 2:22*
13. "World of Promises" (Bonusnummer Treat cover) – 3:49*

"Strong and Smart" findes kun på den asiatiske albumsudgave og 2005 deluxeversion.
"World of Promises" findes kun på 2005 deluxeversionen.

## Musikere
- Anders Fridén – Vokal
- Jesper Strömblad – Guitar
- Björn Gelotte – Guitar
- Peter Iwers – Bas
- Daniel Svensson – Trommer
- Chris Amott – Guitarsolo på "Suburban Me"